# Ezeiza
Ezeiza je město v Argentině na území provincie Buenos Aires. Je sídlem stejnojmenného partida. V roce 2010 v něm žilo 160 219 obyvatel a počet rychle roste. Je součástí aglomerace Velkého Buenos Aires. Na území města leží Mezinárodní letiště Ezeiza, největší letiště v Argentině, které slouží k obsluze hlavního města. Centrum Buenos Aires je odtud vzdáleno 22 km severně.